# Zatyki, Hạt Iława
Zatyki [zaˈtɨki] (German Kotype) là một ngôi làng thuộc khu hành chính của Gmina Zalewo, thuộc hạt Iława, Warmian-Masurian Voivodeship, ở miền bắc Ba Lan.